# Peter Hahn
Peter J. Hahn (Keulen, Duitsland, 27 juni 1909 - Ventura, Californië, 10 december 1991) was een Duits-Amerikaans autocoureur. In 1952 schreef hij zich in voor de Indianapolis 500, maar wist zich niet te kwalificeren. Deze race was ook onderdeel van het Formule 1-kampioenschap. Hij nam verder vooral deel aan sportscarraces.